# Palazzo Caravita di Sirignano
Palazzo Caravita di Sirignano è un edificio di valore storico e architettonico di Napoli ubicato sulla Riviera di Chiaia, nell'omonimo quartiere.

## Storia
Fu il primo edificio ad essere eretto lungo la Riviera: fu edificato nel XVI secolo, per desiderio del marchese della Valle Siciliana Hernando de Alarcón, un generale spagnolo al servizio di Carlo V, assurto a grandi ricchezze e grandi onori nonché presunto amante della regina Giovanna d'Aragona; a quel periodo risale la sua parte più antica, la torre di vedetta all'angolo orientale. Venne completato nel corso del Seicento con l'abbellimento delle stanze.

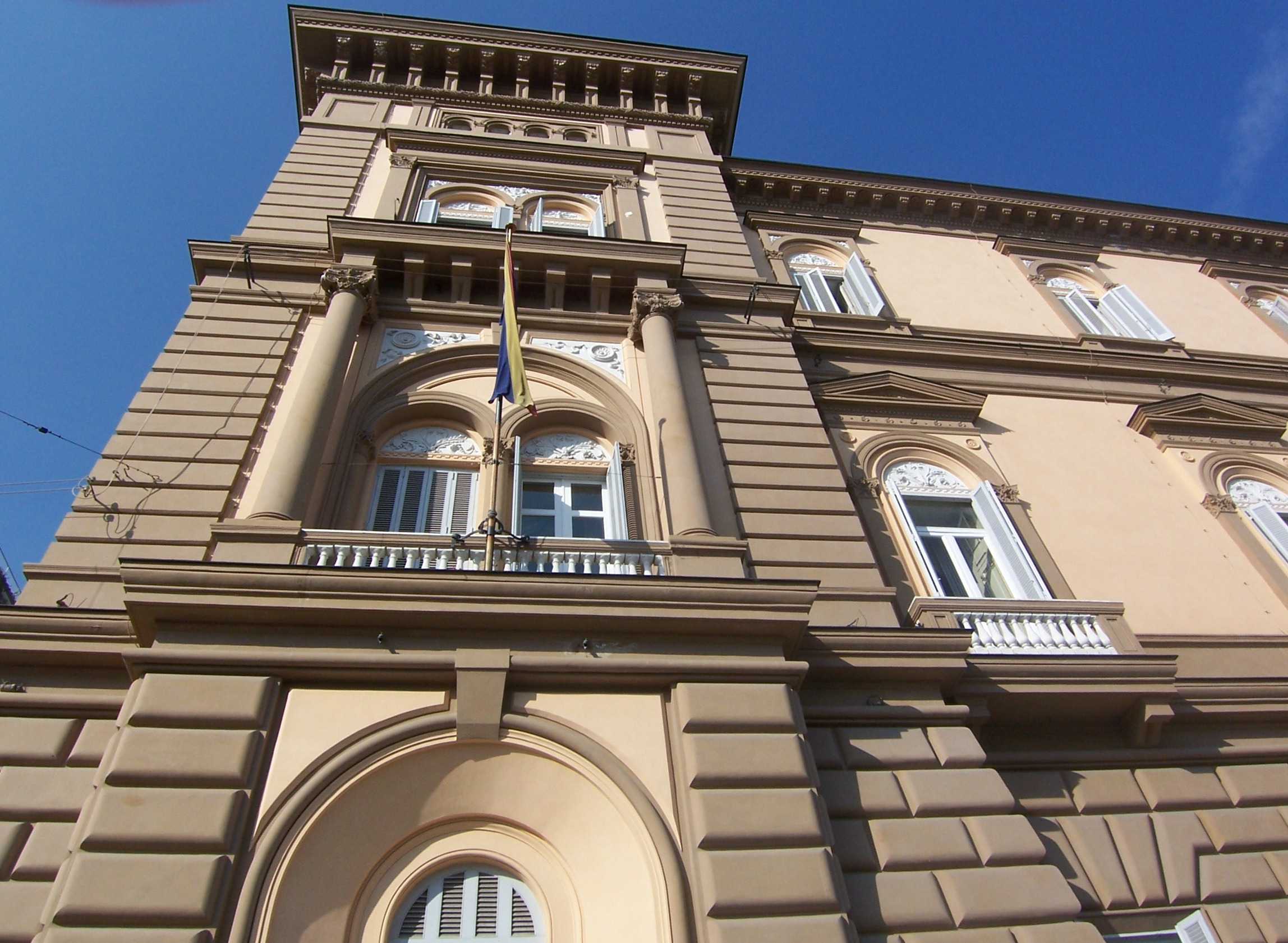
Particolare di una torre del palazzo

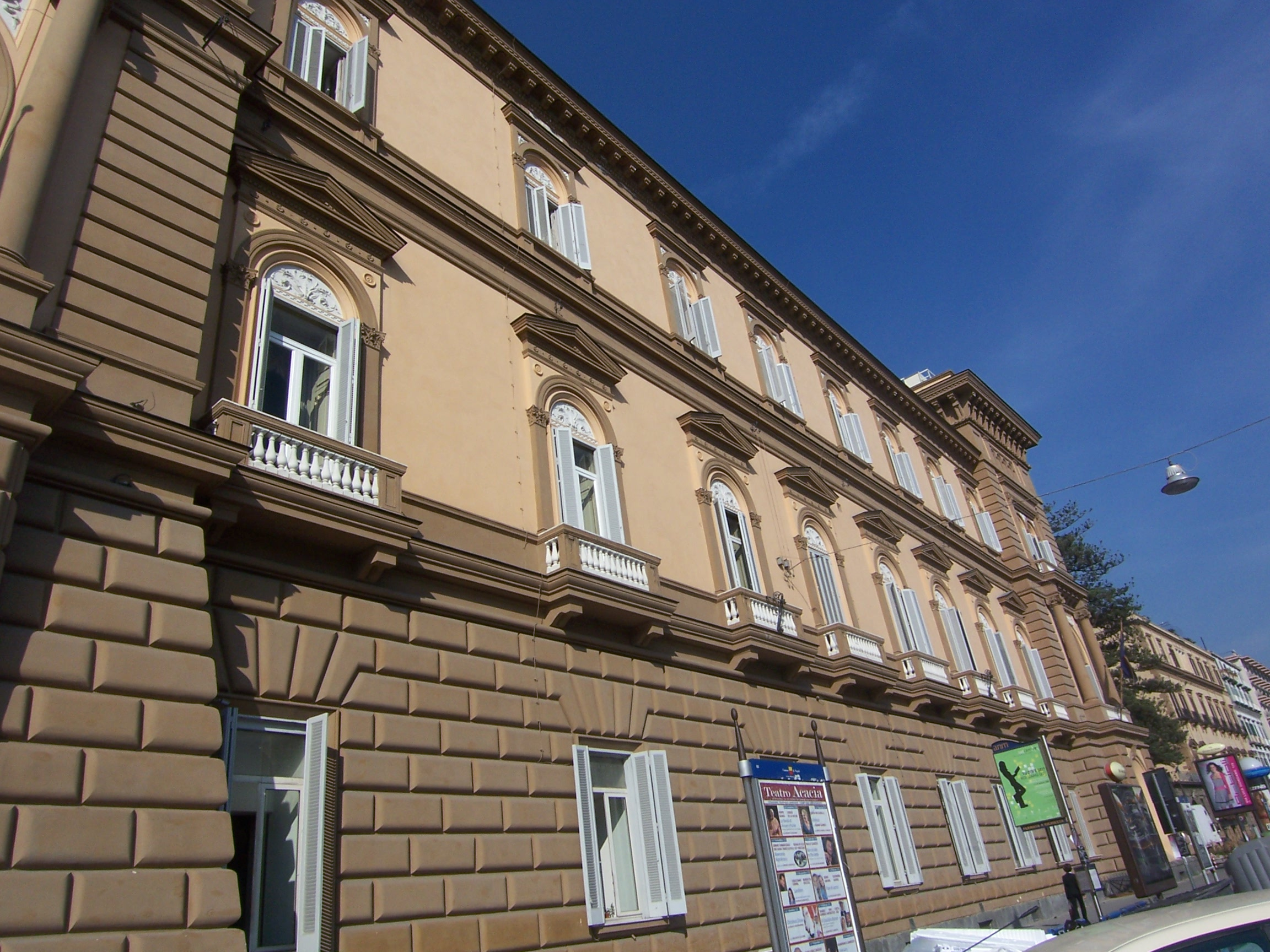
Particolare della facciata

In seguito al matrimonio di Beatrice de Alarcón y Mendoza, marchesa della Valle Siciliana, con Giuseppe Caracciolo, VI principe di Torella il palazzo passò alla famiglia dei Caracciolo di Torella. Nel 1815 fu completamente rinnovato da Antonio Annito; mentre nel 1838 fu acquistato dal principe Leopoldo delle Due Sicilie, conte di Siracusa (noto per le sue idee liberali). Questi commissionò all'architetto Fausto Niccolini (figlio di Antonio Niccolini) il riammodernamento del palazzo, destinato a diventare il luogo di ritrovo degli aristocratici napoletani di tendenze progressiste. Annessi alla proprietà vi erano allora circa quattordicimila metri quadrati di parco, all'interno del quale era stato costruito un piccolo teatro ove il conte di Siracusa organizzava recite e rappresentazioni.
Dopo il 1860, l'edificio fu acquistato dal barone Luigi Compagna, che lo destinò a residenza di famiglia fino al 1885 circa, quando il figlio del barone Luigi, il senatore Francesco Compagna, lo alienò al principe Giuseppe Caravita di Sirignano, il quale lo trasformò su progetto dell'ingegnere Ettore Vitale, dotandolo di una seconda torre a scarpata, simmetrica a quella antica e facendone ridecorare gli interni da prestigiosi artisti dell'epoca, come Ignazio Perricci e i fratelli Francesco e Vincenzo Jerace; lottizzò poi il grande parco per costruirvi degli enormi edifici condominiali.
Il palazzo Caravita di Sirignano ospitò nel 1889 la Società Napoletana degli Artisti (Museo Giuseppe Caravita Principe di Sirignano) e fu anche abitazione del conte de Marzi, Placido de Sangro, che donò al Museo della Floridiana la preziosa raccolta di porcellane e di uno dei nipoti del cardinale Sisto Riario Sforza, il duca Nicola, nei cui saloni si ammiravano gli splendidi arazzi di Casa Doria con la raffigurazione delle Quattro Stagioni.
Dal 1937 il palazzo divenne sede della compagnia di navigazione Tirrenia.
Nel 2017 è stato acquistato dall'imprenditore napoletano Nunzio Colella amministratore delegato del Gruppo Capri, proprietario dei marchi Alcott e Gutteridge, con l'intenzione di trasformarlo in hotel di lusso.

## Immagini dell'interno

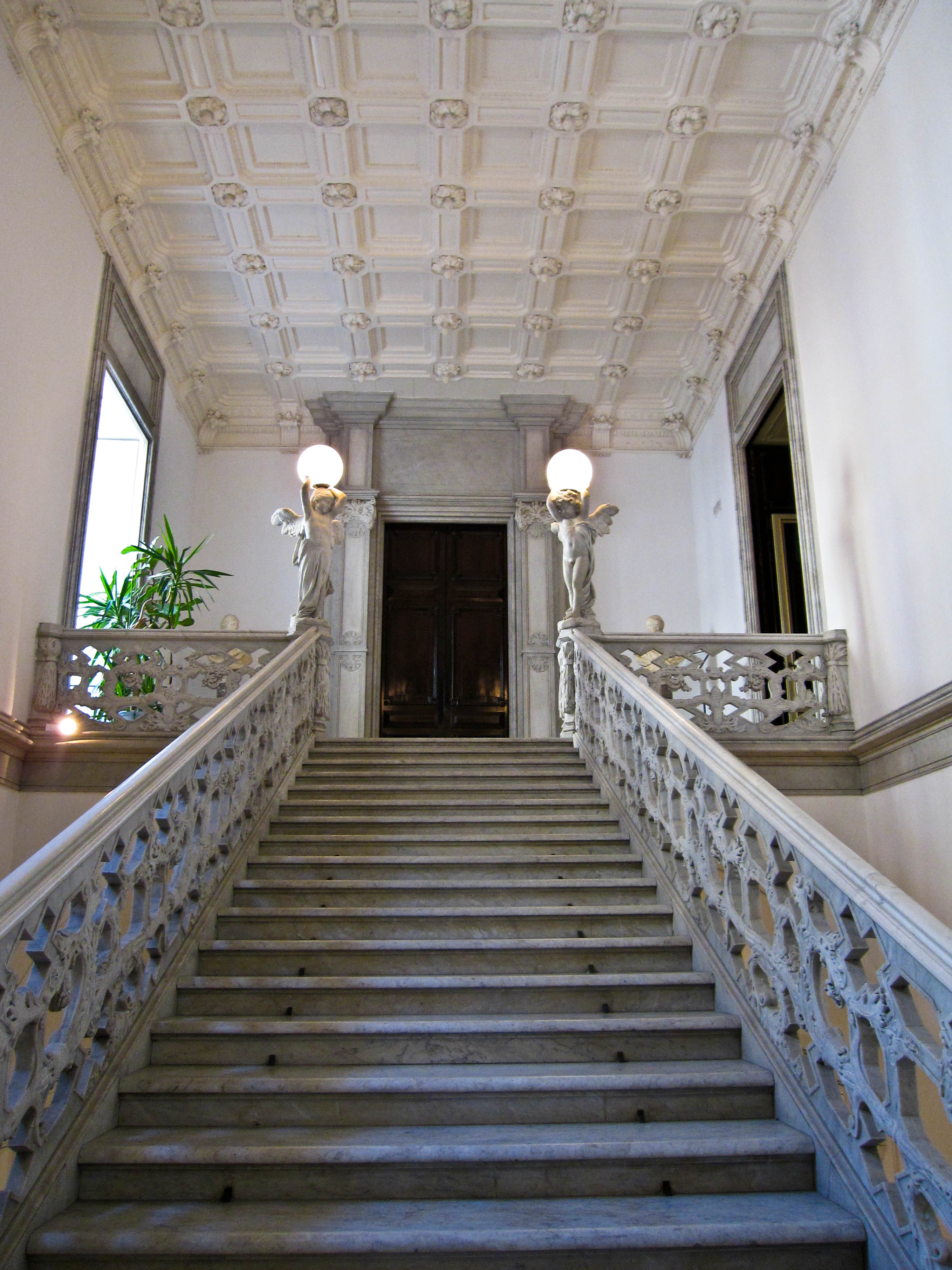
Scalone di rappresentanza
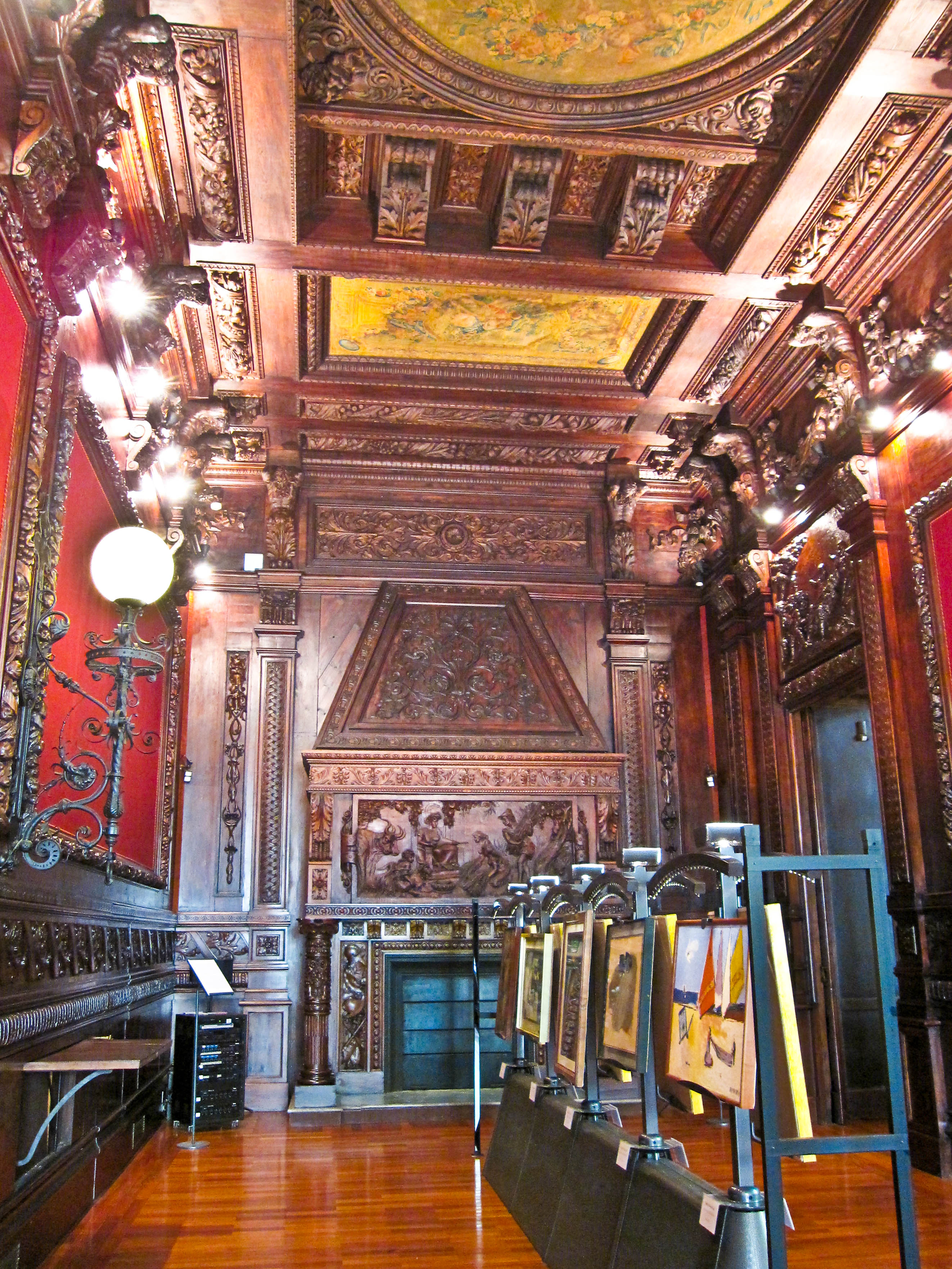
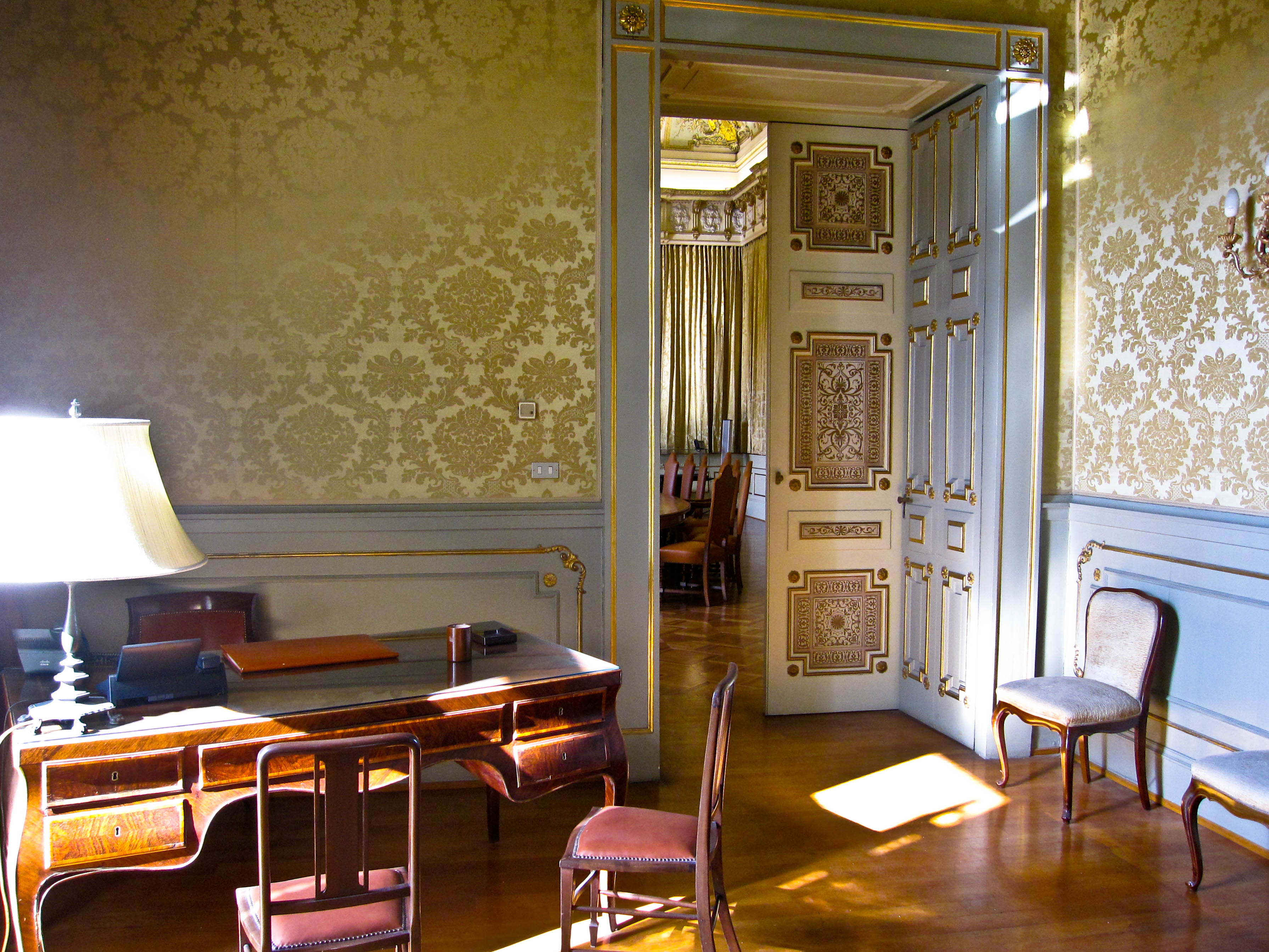
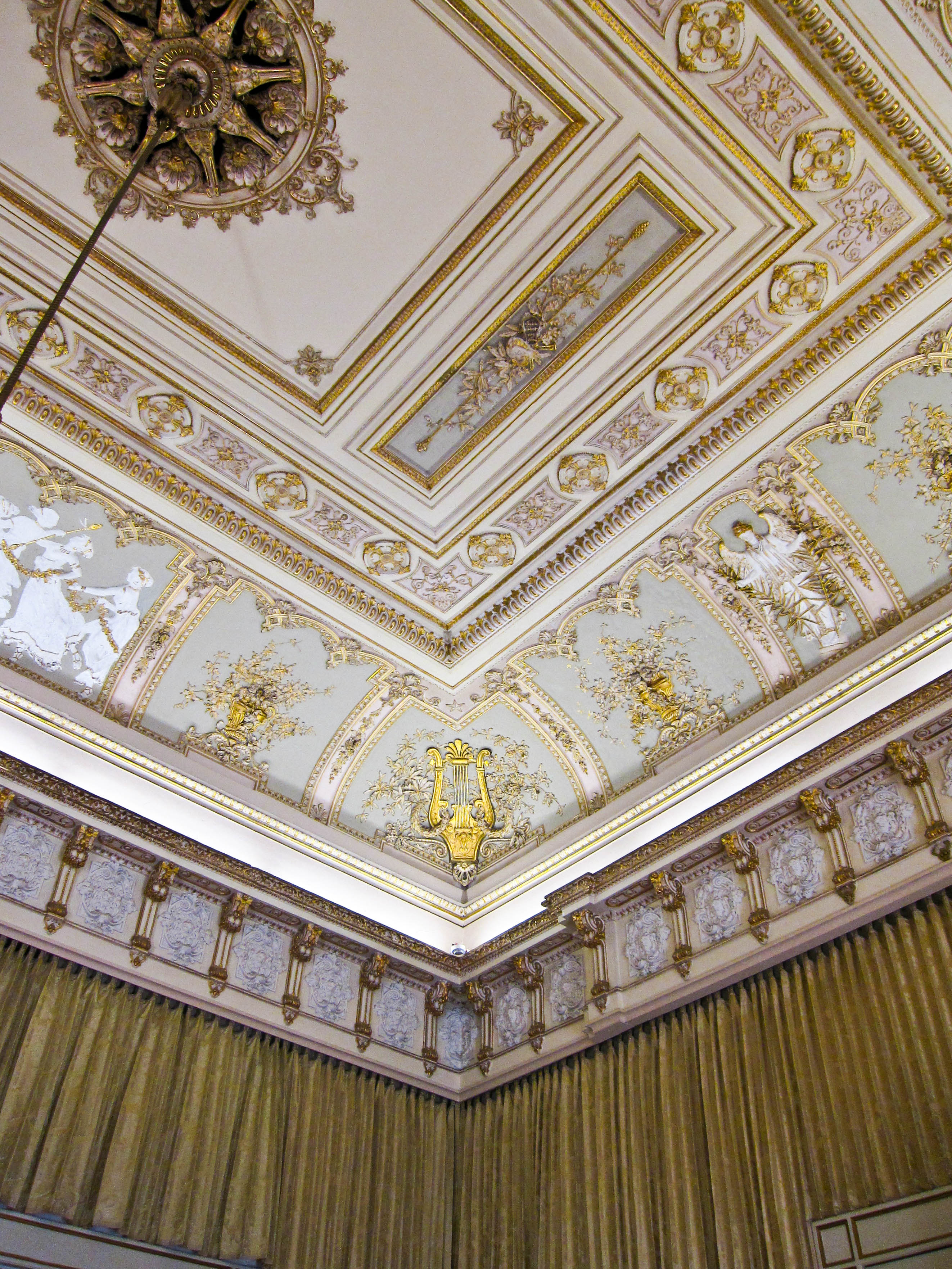
Particolare del soffitto decorato di uno dei saloni